# Deutsche Grammophon
Deutsche Grammophon (DGG) je německé hudební vydavatelství klasické hudby. Jako samostatná společnost zaniklo v roce 1972, kdy bylo převzato společností PolyGram. Sídlí v Berlíně v městské zčásti Friedrichshain. Od roku 1999 je součástí společnosti Universal Music Group (UMG). Je to nejstarší dosud existující vydavatelství hudebních nahrávek na světě.

## Historie

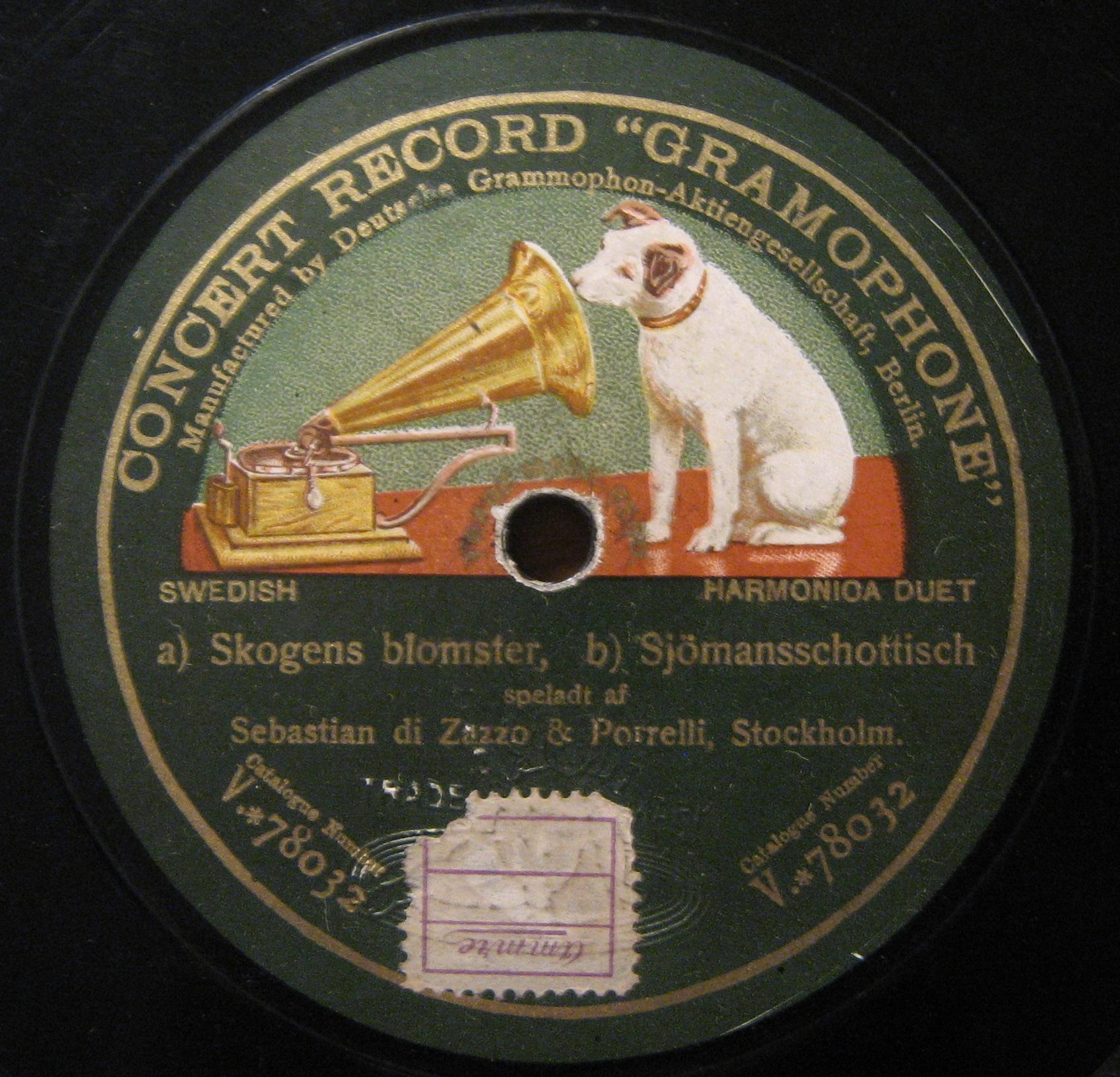
Nahrávka Deutsche Grammophon Gesellschaft, společnosti založené Emilem Berlinerem

Společnost Deutsche Grammophon Gesellschaft byla založena v roce 1898 Emilem Berlinerem, občanem Spojených států amerických narozeným v Německu, jako německá pobočka jeho Berlínské gramofonové společnosti. Berliner vyslal svého synovce Josepha Sanderse z Ameriky, aby zde zahájil činnost. Společnost sídlící ve městě Hannover (rodiště zakladatele) byla německou pobočkou společnosti Victor Talking Machine Company a Britské gramofonové společnosti, ale toto přidružení skončilo vypuknutím první světové války v roce 1914. Ačkoli již nebyla připojen k Britské gramofonové společnosti, Deutsche Grammophon pokračovala v používání značky „His Master's Voice“, kterou používala v Německu do konce čtyřicátých let 20. století jako ochranou známku se psem Nipperem .
V roce 1941 byla společnost Deutsche Grammophon zakoupena elektronickou společností Siemens & Halske.
V roce 1949 prodala Deutsche Grammophon německá práva na svou ochrannou známku His Master's Voice společnosti Electrola, jednotce EMI. Pes a gramofon byly nahrazeny věncem tulipánů, který navrhl reklamní konzultant Hans Domizlaff.
V roce 1962 založila společnost Siemens společný podnik s holandskou společností Philips nazvaný DGG/PPI Record Group, který se přejmenoval na PolyGram Records v roce 1972. V této době si DGG vybudovala pověst vysoce kvalitních nahrávek klasické hudby, stejně jako měla významný počet smluvních zpěváků, hudebníků a dirigentů. Prostřednictvím své dceřiné značky Archiv Produktion podnítila také zájem o středověkou a renesanční hudbu, sborovou polyfonii z 15.–16. století, gregoriánský chorál a průkopnické použití historických nástrojů a postupů při nahrávání.
Deutsche Grammophon propagovala uvedení kompaktního disku na masový trh a v oblasti klasické hudby debutovala na novém médiu v roce 1983 Herbertem von Karajanem a Berlínskou filharmonií. První nahrávkou byla Eine Alpensinfonie Richarda Straussa.
Vstup DGG/Polydor na americký trh v roce 1969 (DGG měla v předstihu distribuční dohody v USA s Deccale Records a MGM Records) přišel v době, kdy velké americké labely klasické hudby RCA Victor Red Seal a Columbia Masterworks opustily své nevýnosné klasické umělce a lisování záznamů špatné kvality. Kvalitní jak nahrávka, tak i tisk pomohly DGG uspět v Americe a přitáhli umělce jako Arthura Fiedlera a Boston Pops Orchestra (po 35leté spolupráci s RCA Victor) s DGG/Polydor. V roce 1987 Siemens prodal svůj podíl ve společnosti PolyGram a společnost Philips se stala majoritním akcionářem. V roce 1998 koupila společnost Seagram v Kanadě Deutsche Grammophon a PolyGram, jež se stali dceřinou společností Universal Music Group. Společnost UMG byla později prodána a stala se divizí společnosti Vivendi.
Deutsche Grammophon má obrovský katalog významných nahrávek. Společnost vydává část svého portfolia v sérii Originals; kompaktní disky se vyznačují stylizovaným designem vinylového záznamu. Vydává také některá album americké Decca Records z čtyřicátých a padesátých let, například ty, které Leonard Bernstein natočil pro Deccku v roce 1953, a klasické vánoční album, které uvádí Ronalda Colmana v hlavní roli Vánoční koledy a vyprávění Charlese Laughtona o Vánocích pana Pickwicka. Spolu s americkým katalogem klasické hudby Decca Records, Deutsche Grammophon také řídí katalog klasické hudby ABC Records, včetně Westminster Records, která byla společně s americkou Deccou součástí MCA Records.
Ačkoli Deutsche Grammophon získala pověst vydáváním tradičních klasických nahrávek, od šedesátých let minulého století postupně vydala stále větší počet avantgardních nahrávek (zpočátku pod značkou Avant-Garde), včetně Bruna Maderny, Davida Bedforda, Corneliuse Cardewe, Luigiho Nono a improvizací. Také vydala většinu skladeb Karlheinze Stockhausena, dokud skladatel nezískal zpět práva na své nahrávky a znovu je vydal na vlastní značce. Dalšími německými skladateli spojenými se značkou byli Paul Hindemith a Hans Werner Henze.
Mezi současné skladatele, jejichž díla společnost Deutsche Grammophon vydala, patří Sofie Gubaidulinu, Oliver Knussen, Mark-Anthony Turnage, Mohamed Fairouz, Péter Eötvös, Luigi Nono, Sven Helbig, Jonny Greenwood, Bryce Dessner, Witold Lutosławski, Philip Glass a Max Richter.
Dirigent nejvíce spojený se značkou je Herbert von Karajan. Další dirigenti jsou Ferenc Fricsay, Carlos Kleiber, Karl Böhm, Karl Richter, Eugen Jochum, Rafael Kubelík, Leonard Bernstein, Pierre Boulez, Claudio Abbado a Christian Thielemann. Mezi nedávné kontrakty patří í Long Yu, Yannick Nézet-Seguin, Gustavo Dudamel a Myung-Whun Chung.